# رامي جلام
رامي جلام هو لاعب كرة قدم إسرائيلي في مركز الدفاع، ولد في 23 سبتمبر 1978 في نتانيا في إسرائيل. لعب مع مكابي نتانيا.